# Colletes missionum
Colletes missionum är en biart som beskrevs av Cockerell 1932. Colletes missionum ingår i släktet sidenbin, och familjen korttungebin. Inga underarter finns listade i Catalogue of Life.